# 청년 아일랜드당
청년 아일랜드당(아일랜드어: Éire Óg 에이레 오그[ˈeːɾʲə ˈoːɡ], 영어: Young Ireland)은 19세기 중반 아일랜드의 정치-문화-사회운동이다. 청년 아일랜드당은 아일랜드 국민주의의 변화를 선도하면서 1848년 청년 아일랜드당 반란 등에 관여했다. 청년 아일랜드당원으로서 체포된 이들은 모두 소요죄가 적용되어 판디멘즈랜드(오늘날의 태즈메이니아) 유형에 처해졌다. 청년 아일랜드당은 1842년 설립되어 1849년 해산될 때까지 아일랜드 국민주의 후세대에 큰 영향을 미쳤으며, 당원들 중 젊은 이들은 해산 이후 아일랜드 공화주의 형제단(IRA의 전신)을 창단했다.
아일랜드 삼색기는 1848년 청년 아일랜드당원들이 파리의 프랑스 공화주의자들로부터 받아온 것에서 유래했다.

## 같이 보기
- 아일랜드 대기근